# Василије Стакић
Василије Стакић (1882–1949) био је посланика Велике народне скупштине и потписник присаједињења војвођанских области Краљевини Србији. Такође, био је управитељ школе у Падеју и управник школе у Новом Саду, као и председник Југословенског учитељског удружења.

## Биографија
Василије Стакић рођен је 1882. године. Са супругом Даринком Каранов имао је петоро деце: Огњени (Гоги), Стојану, Стојанки, Зорану и Јовану.
Током Другог светског рата Василије је неколико пута хапшен и одвођен на стрељање. Први пут је ухапшен због навода да се из основне школе пуцало на окупаторе. Он и његов син Јован су ухапшени 14. априла 1941. и одведени на суђење, али су уз помоћ и залагање познаника Ђерђа Грња, избегли стрељање. Следећег дана у његов дом поново је ушла патрола и однела вредне ствари, док су укућани избегли хапшење захваљујући залагању мађарског комшије.
Василије Стакић је преминуо 1949. године и сахрањен је на Алмашком гробљу у породичној гробници где почива и његова супруга Даринка.

## Одликовања
Василије је, у име  Петра Другог, одликован краљевским орденом Светога Саве 27. јануара 1939. године, на предлог Министарства просвете. Такође, одликован је и златном медаљом под високом заштитом краља и краљице Друштво Црвеног крста Краљевине Југославије за заслуге указане Црвеном крсту,  9. новембра 1936. године.